# هنری کوپلیک
هنری کوپلیک (انگلیسی: Henry Koplik؛ ‏ ۲۸ اکتبر ۱۸۵۸ – ۳۰ آوریل ۱۹۲۷) پزشک متخصص کودکان و نوزادان اهل ایالات متحده آمریکا بود. وی در کالج شهری نیویورک و کالج پزشکان و جراحان دانشگاه کلمبیا تحصیل و مدرک دکترای پزشکی خود را در سال ۱۸۸۱ دریافت کرد.
در سال ۱۸۹۶، او نخستین کسی بود که یک نشانهٔ تشخیصی مهم و اولیه سرخک را که اکنون با نامِ لکه‌های کوپلیک شناخته می‌شود، توصیف کرد. دانه‌های کوپلیک که وجودشان برای سرخک پاتوگنومونیک در نظر گرفته می‌شوند، چند روز پیش از ظهور بثورات پوستی و قبل از اینکه عفونت به حداکثر خود برسد، در دهان ایجاد می‌شود. این به افرادی که در دوره نهفتگی بیماری هستند اجازه می‌دهد تا خود را از دیگران جدا کنند و به جلوگیری از گسترش عفونت به دیگران و کنترل اپیدمی‌ها کمک می‌کند.